# President Manuel A. Roxas
Pres. Manuel A. Roxas is een gemeente in de Filipijnse provincie Zamboanga del Norte op het eiland Mindanao. Bij de laatste census in 2007 had de gemeente bijna 36 duizend inwoners.

## Geografie

### Bestuurlijke indeling
Pres. Manuel A. Roxas is onderverdeeld in de volgende 31 barangays:
| - Balubo - Banbanan - Canibongan - Capase - Cape - Denoman - Dohinob - Galokso - Gubat - Irasan - Labakid | - Langatian - Lipakan - Marupay - Moliton - Nabilid - Panampalay - Pangologon - Piao - Piñalan - Piñamar | - Pongolan - Salisig - Sebod - Sibatog - Situbo - Tanayan - Tantingon - Upper Irasan - Upper Minang - Villahermoso |

## Demografie
Pres. Manuel A. Roxas had bij de census van 2007 een inwoneraantal van 35.939 mensen. Dit zijn 2.280 mensen (6,8%) meer dan bij de vorige census van 2000. De gemiddelde jaarlijkse groei komt daarmee uit op 0,91%, hetgeen lager is dan het landelijk jaarlijks gemiddelde over deze periode (2,04%). Vergeleken met de census van 1995 is het aantal mensen met 4.277 (13,5%) toegenomen.

De bevolkingsdichtheid van Pres. Manuel A. Roxas was ten tijde van de laatste census, met 35.939 inwoners op 206,25 km², 174,2 mensen per km².